# NGC 2591
NGC 2591 è una galassia a spirale vista di taglio e situata nella costellazione della Giraffa, a una distanza di circa 65 milioni di anni luce dalla nostra Via Lattea.

## Scoperta
La galassia è stata scoperta il 12 agosto 1866 dall'astronomo tedesco Heinrich d'Arrest.

## Descrizione
NGC 2591 ha una classe di luminosità III-IV e presenta una larga riga a 21 cm dell'idrogeno neutro.

## Gruppo di NGC 2655
NGC 2591 fa parte del Gruppo di NGC 2655. Oltre a NGC 2591 e NGC 2655, le altre galassie del gruppo sono NGC 2715, NGC 2748, oltre a UGC 4466, UGC 4701 e UGC 4714.
Cinque di queste galassie sono indicate anche nel sito Un Atlas de L'univers di Richard Powell.